# Internet Explorer 6
Microsoft Internet Explorer 6 (comúnmente abreviado IE6 ) es un navegador web desarrollado por Microsoft y que se incluía como parte de los sistemas operativos Windows XP y Windows Server 2003. Fue el navegador web más utilizado durante su vigencia (superando a Internet Explorer 5.x), alcanzando un máximo del 95% de la cuota mundial en el lapso 2002-2003.[cita requerida] A partir de allí, empezó lentamente a bajar desde el lanzamiento de Internet Explorer 7 en 2007, el cual se apoderó rápidamente de la primacía del mercado. Debido a su obsolescencia, en 2011 Microsoft solicitó a sus usuarios que abandonaran su uso.

## Historia
Microsoft Internet Explorer 6.0 fue lanzado al mercado el 27 de agosto de 2001, poco después de que Windows XP fuera terminado. Esta versión incluía mejoras DHTML, Frames, soporte mejorado para CSS, DOM nivel 1 y SMIL 2.0.
El motor MSXML también fue actualizado a la versión 3.0. Otras características son: una nueva versión del Internet Explorer Administration Kit (IEAK), la barra multimedia (para reproducir audio y video sin tener que abrir el Windows Media Player), la integración de Windows Messenger, cambio de tamaño de imagen automático, P3P, foros de discusión (en desuso), y una nueva interfaz integrada al estilo visual Luna de Windows XP. En 2002, el protocolo Gopher fue deshabilitado y en Internet Explorer 7 se dejó de dar soporte para éste.
El 7 de mayo de 2003, en Microsoft Online Chat, Brian Countryman (director del Programa Internet Explorer) declaró que Internet Explorer dejaría de ser distribuido por separado (IE6 sería la última versión lanzada en solitario) de Windows. Con este fin, IE continuaría siendo parte de la evolución del sistema operativo, por lo cual sus actualizaciones vendrían incluidas en las actualizaciones de Windows. Sin embargo, tras el primer lanzamiento en conjunto de IE6 SP2 integrado con el SP2 de Windows XP, en agosto de 2004, esta política fue descartada y Microsoft optó por lanzar IE7 para Windows XP SP2 y Windows Server 2003 SP1 en octubre de 2006.
El 4 de marzo de 2011, Microsoft urgió a los usuarios que dejaran de usar IE6 y adoptaran versiones más nuevas de Internet Explorer. Lanzaron un nuevo sitio llamado IE6 Countdown (Cuenta regresiva de IE6), el cual mostraba qué porcentaje del mundo usaba IE6 y trataba de llevar a los usuarios a actualizar su navegador.

## Crítica
Normalmente, la crítica más frecuente hacia Internet Explorer 6 radicaba en la velocidad de respuesta de Microsoft para sacar parches para las vulnerabilidades del navegador. Ademas que con las Vulnerabilidades del navegador Se podian Usar Exploits para infectar Dispositivos. En algunos casos, muchos de estos problemas no se solucionaron del todo. Por ejemplo, después de que Microsoft liberara parches para cerrar los agujeros en su línea de sistemas operativos Windows NT 2 de febrero de 2004, 200 días después de su informe inicial, Marc Maifrett, Jefe Oficial de Hacking de eEye Digital Security, fue citado en un artículo de cNet diciendo:

Si realmente les tomó tanto tiempo técnicamente para hacer (y probar) los parches, entonces deben tener otros problemas. Ésta no es una manera de dirigir una empresa de software

El mismo artículo citó al vicepresidente de investigación y desarrollo de @stake, Chris Wysopal, que decía:

No importa el tiempo que se hayan tomado para arreglar algo, siempre se podría argumentar que se podría haber arreglado en un tiempo mucho menor. Y esto está definitivamente en la categoría de múltiples meses por las muchas versiones de sistemas operativos (distintas versiones de Microsoft Windows como NT, XP, 2003, etc) y las grandes aplicaciones que debían probar.[cita requerida]

The Register critica a Maifrett por dar a conocer un hueco de seguridad que condujo a la creación del gusano Código Rojo, argumentando que:

Que no ha hecho esa gran alboroto sobre su público. Ida agujero descubrimiento y sus SecureIIS producto de la capacidad para derrotarlo, es una apuesta segura que Código Rojo no habría infectado a miles de sistemas. … Cuando hablamos a favor de la divulgación completa, estamos hablando de algo con unos objetivos menos definidos que eEye habitual del bombardeo mediático cada vez que descubren un agujero que sus productos puedan arreglar.[cita requerida]

Microsoft atribuye la percepción de los retrasos a rigurosas pruebas. La matriz de pruebas para Internet Explorer demuestra la complejidad y la perfección de las empresas los procedimientos de ensayo. En un mensaje enviado al blog del equipo de Internet Explorer el 17 de agosto de 2004 se explica que existen, como mínimo, 234 versiones distintas de Internet Explorer a las que Microsoft da soporte (abarcando más de dos docenas de lenguas, y varias revisiones del sistema operativo y navegador para cada idioma), y que cada combinación es probada antes de que un parche sea liberado.
En mayo de 2006, PC World evaluó a Internet Explorer 6 como el octavo peor producto de tecnología de todos los tiempos.

## Marco de seguridad
Internet Explorer 6 utiliza un esquema de seguridad basada en zonas, lo que significa que los sitios se agrupan sobre la base de determinadas condiciones. IE permite la restricción de grandes áreas de funcionalidad, y también permite restringir ciertas funciones específicas. La administración de Internet Explorer se realiza a través del panel de control 'Propiedades de Internet'. Esta utilidad también administra la forma en que el marco de trabajo de Internet Explorer es implementado por otras aplicaciones.
Parches y actualizaciones del navegador son liberados periódicamente y se ofrecen a través de Actualizaciones Automáticas y también en el sitio web de Windows Update. En Windows XP SP2 se añaden importantes características de seguridad a IE6, incluyendo un bloqueador de pop-ups (ventanas emergentes) y mayor seguridad en los controles ActiveX, al bloquear por defecto el acceso de un ActiveX hasta que el internauta indique lo contrario. El soporte de ActiveX permanece en IE aunque el acceso a la "zona de máquina local" es denegado por omisión desde el Service Pack 2. No obstante, cuando se autoriza la ejecución de un ActiveX, éste disfruta de todos los privilegios del usuario, en vez de los privilegios limitados de Java y JavaScript.
Este problema fue posteriormente resuelto en Windows Vista, ya que IE7 introdujo el modo protegido, que aísla el navegador del resto del sistema operativo de modo que si el navegador fuese infectado con malware, no podría causar tantos daños en el equipo como si estuviese desactivado. El modo protegido trabaja de la misma manera que el Control de cuentas de usuario trabaja en el sistema operativo Windows Vista, de modo que si es desactivado UAC, el modo protegido tampoco estará disponible.

### Cuestiones
A partir del 28 de mayo de 2006, Secunia informó de 104 vulnerabilidades en el Internet Explorer 6, 18 de las cuales no tienen parches; y algunos están clasificados de gravedad moderadamente crítica.[cita requerida] En cambio, Mozilla Firefox, el principal competidor de Internet Explorer, presenta sólo 34 vulnerabilidades de seguridad, de las cuales 3 permanecen sin parchear y son consideradas poco críticas. Aunque se siguen distribuyendo parches de seguridad para una serie de plataformas, las características más recientes y mejoras de seguridad fueron distribuidas sólo para Windows XP.
A partir del 23 de junio de 2006, el asesor de seguridad de Secunia encontró sin parchear 20 fallos de seguridad para Internet Explorer 6, y muchos más graves que con cualquier otro navegador, incluso, en cada nivel de criticidad, aunque algunos de estos fallos sólo afectan a Internet Explorer cuando se ejecuta en ciertas versiones de Windows o cuando se ejecuta en conjunto con algunas otras aplicaciones.
El 23 de junio de 2004, un atacante consigue comprometer utilizando Internet Information Services 5.0 servidores Web en los principales sitios de las empresas utilizando dos agujeros de seguridad sin descubrir en Internet Explorer para insertar spam-envío de software en un número desconocido de las computadoras de usuario final. Este malware llegó a ser conocido como Download.ject y provocó que los usuarios infectasen sus ordenadores con una puerta trasera y un capturador de teclado simplemente por visualizar una página web. Las páginas afectadas incluían webs financieras.[cita requerida]
Probablemente el mayor defecto de seguridad genérico de Internet Explorer (y otros navegadores web también) es el hecho de que se ejecuta con el mismo nivel de acceso que el usuario conectado, en lugar de adoptar el principio de mínimo acceso de los usuarios. En consecuencia la ejecución de cualquier software malicioso en el proceso de Internet Explorer a través de una vulnerabilidad de seguridad (por ejemplo, Download.ject en el ejemplo anterior) tiene el mismo nivel de acceso que el usuario, algo que tiene especial importancia cuando el usuario es un administrador. Herramientas como DropMyRights están en condiciones de abordar esta cuestión por la restricción del token de seguridad del Internet Explorer proceso a la de un usuario limitado. Sin embargo, este nivel adicional de seguridad no está instalada o disponible por defecto, ni ofrece una forma sencilla de elevar sus privilegios ad-hoc cuando sea necesario (por ejemplo el acceso a Microsoft Update)
Art Manion, representante del Equipo de Preparación de Emergencia Informática de los Estados Unidos (US-CERT) señaló en un informe sobre la vulnerabilidad que el diseño de Internet Explorer 6 SP1 es difícil de garantizar. Declaró que:

Hay un número significativo de vulnerabilidades en tecnologías relacionadas con el modelo de seguridad dominio/zona de IE, la confianza del sistema de archivos local (Local Machine Zone), el modelo de objetos de documentos HTML dinámico (DHTML) (en particular, de 
características DHTML propietarias), el sistema de ayuda de HTML, la determinación del tipo MIME, la interfaz gráfica de usuario (GUI), y ActiveX. (…) IE está integrado en Windows hasta el punto de que las
vulnerabilidades en el IE con frecuencia proporcionan a un atacante un acceso considerable al sistema operativo.

Manion más tarde aclaró que la mayoría de estas preocupaciones se abordaron en el 2004 con el lanzamiento de Windows XP Service Pack 2, y otros navegadores ya han comenzado a sufrir las mismas vulnerabilidades que identificó en el informe anterior CERT.
Muchos de analistas de seguridad atribuyen la frecuencia de la explotación, en parte, a su ubicuidad, ya que su dominio del mercado lo hace un objetivo más evidente. Sin embargo, David Wheeler afirma que esto no es toda la historia, ya que el Servidor Apache HTTP, por ejemplo, tuvo una cuota de mercado mucho más grande que Microsoft IIS, y sin embargo, Apache ha tenido tradicionalmente menos (y, en general, menos grave) vulnerabilidades de seguridad que IIS.
En una entrevista de octubre de 2002, Craig Mundie de Microsoft admitió que los productos eran "menos seguro de lo que podrían haber sido" porque era "el diseño con funciones de la mente en lugar de la seguridad".[cita requerida] Sin embargo, esto ha cambiado con IIS 6. Por ejemplo, Secunia sólo publica dos vulnerabilidades en la lista de los tres primeros años desde su lanzamiento, en comparación con 15 para Apache 2,0 en el mismo período.
Como resultado de sus múltiples problemas, algunos expertos en seguridad, incluyendo Bruce Schneier, recomendaron a los usuarios que dejaran de utilizar Internet Explorer y se cambiaran a otro navegador. Varios notables columnistas han sugerido la tecnología de la misma, incluido el Muro Street Journal Walt Mossberg del Wall Street Journal y  Steven Vaughan-Nichols de eWeek. El 6 de julio de 2004, US-CERT publicó un reporte sobre un fallo de seguridad, en el que el último de los siete métodos para salvar la situación era utilizar un navegador distinto, en particular al visitar sitios poco confiables.

## Compatibilidad con versiones anteriores de Windows
Internet Explorer 6 se podía descargar para Windows NT 4.0, Windows 98, Windows 2000 y Windows Me. Y estaba incluido en Windows XP y Windows Server 2003.
La actualización Service Pack 1 era compatible con todas estas versiones, pero los siguientes service packs sólo están incluidos con los service packs de Windows XP y Windows Server 2003.

## Historial de lanzamientos
| Color   | Significado                        |
| ------- | ---------------------------------- |
| Rojo    | Versión antigua; sin soporte       |
| Púrpura | Versión de desarrollo (preliminar) |

Notas
- Las diversas versiones de Internet Explorer para Windows reciben el mismo soporte (dentro del ciclo de vida) del sistema operativo al que fue lanzado.[15]

| Versión mayor | Versión menor | Fecha de publicación    | Cambios significativos | Incluido en                            |
| ------------- | ------------- | ----------------------- | --- | -------------------------------------- |
| Versión 6     | 6.0 Beta 1    | 22 de marzo de 2001     | Compatibilidad mejorada con CSS y corrección de varios errores para ajustarse mejor a los estándares de la W3C.                                                             |                                        |
| Versión 6     | 6.0           | 24 de agosto de 2001    | Lanzamiento final. Eliminación de la característica smart tag incluida en la beta. Soporte finalizado el 30 de septiembre de 2005.                                          | Windows XP Windows Server 2003         |
| Versión 6     | 6.0 SP1       | 9 de septiembre de 2002 | Parches de corrección de vulnerabilidades. Última versión para Windows NT 4.0, 98, Me y 2000. Soporte finalizado el 10 de octubre de 2006.                                  | Windows XP SP1                         |
| Versión 6     | 6.05          | 1 de octubre de 2003    | Actualizaciones, incluidas en SP2. | Windows Longhorn build 4051            |
| Versión 6     | 6.0 SP2       | 25 de agosto de 2004    | Parches de corrección de vulnerabilidades. Bloqueador de ventanas emergentes y controles ActiveX. Administrador de complementos. Soporte finalizado el 13 de julio de 2010. | Windows XP SP2 Windows Server 2003 SP1 |
| Versión 6     | 6.0 SP3       | 21 de abril de 2008     | Últimas actualizaciones incluidas con el SP3 de Windows XP. Soporte finalizado el 8 de abril de 2014.                                                                       | Windows XP SP3                         |